# Comité Spécial du Katanga
Het Comité Spécial du Katanga (CSK), opgericht in 1900 door de Onafhankelijke Congostaat en de Compagnie du Katanga, was oorspronkelijk belast met het bestuur van de uitgestrekte provincie Katanga namens de Onafhankelijke Congostaat, evenals met de exploitatie van haar minerale rijkdommen. Later werden de exploratie en mijnbouw van mineralen echter overgedragen aan verschillende particuliere bedrijven. Na de overname van de macht in 1908 door Belgisch-Congo van de Onafhankelijke Congostaat, droeg de CSK haar bestuurlijke taken over aan de provinciale overheid. Niettemin bleef het als parastataal orgaan verantwoordelijk voor diverse ontwikkelingsaspecten in Katanga tot aan de onafhankelijkheid in 1960, waarna het werd ontbonden.

## Oprichting (1900)
In 1891 werd de Compagnie du Katanga opgericht met als doel het zuidoosten van de Onafhankelijke Congostaat te verkennen. Volgens overeenkomsten gesloten in maart 1891 en mei 1896 kreeg het bedrijf de taak om Katanga te bezetten en te ontwikkelen.

### Exploratie en mijnbouwactiviteiten
In ruil daarvoor zou het de volledige eigendom verwerven van 1/3 van het land in de provincie Katanga, evenals een licentie van 99 jaar om de mineralen in het toegewezen gebied te exploiteren. Vanwege de uitdagingen bij het vaststellen van de landgrenzen, richtten de Compagnie du Katanga en de Onafhankelijke Congostaat in 1900 gezamenlijk het Comité Spécial du Katanga (CSK) op. Dit comité kreeg de verantwoordelijkheid om het gehele grondgebied te beheren, waarbij de winsten werden verdeeld tussen de Compagnie du Katanga (1/3) en de Onafhankelijke Congostaat (2/3). De Onafhankelijke Congostaat en de Compagnie du Katanga droegen hun gedeelde land- en mineraalrechten over aan de CSK, met toestemming om dit eigendom te beheren.
De CSK werd opgericht met een duur van 99 jaar en kreeg economische en administratieve bevoegdheden over een gebied van 450.000 vierkante kilometer. Een decreet van 6 december 1900 droeg het gezag van de staat over aan de CSK in Katanga. De CSK verwierf alle mijnen in Katanga, die ze direct kon beheren of toevertrouwen aan concessiebedrijven. Het comité had volledige autoriteit op het gebied van bestuur, beheer en verkoop van het grondgebied.

## Vroege jaren (1900-1910)
In 1900-1901 sloot de CSK een overeenkomst met ondernemer Robert Williams en het Britse Tanganyika Concessions (TCL). TCL kreeg gedurende vijf jaar toestemming om naar mineralen in Katanga te zoeken en gedurende dertig jaar de mijnen te exploiteren die samen met CSK werden ontdekt. Uiteindelijk werd de termijn verlengd tot 89 jaar.
In 1902 richtte de CSK de Compagnie de Chemin de fer du Katanga (CFK) op, met een kapitaal van 1.000.000 frank. De Onafhankelijke Congostaat bezat 2.400 aandelen en Robert Williams bezat 1.600 aandelen. De CFK zou spoorverbindingen aanleggen naar de regio waar de stad Elisabethstad zou worden gesticht. Eén lijn zou aansluiten op de Rhodesische spoorwegen bij Sakania, terwijl een andere verbinding zou maken met de haven van Bukama aan de rivier de Lualaba.

### Rol van de Generale Maatschappij
Onder leiding van Jean Jadot van de Generale Maatschappij van België nam deze bank deel aan de oprichting van drie mijnbouwbedrijven in de Onafhankelijke Congostaat: de Union Minière du Haut-Katanga (UMHK), de Société Internationale Forestière et Minière du Congo (Forminière) en de Compagnie du Chemin de Fer du Bas-Congo au Katanga (BCK).
UMHK werd in 1906 opgericht om mijnen in Katanga te ontwikkelen en deel te nemen aan de aanleg van een spoorlijn voor het transport van materiaal en uitrusting naar de mijnen, evenals voor het vervoer van gewonnen mineralen. UMHK was een gezamenlijke onderneming tussen de Compagnie du Katanga, CSK en TCL.

### Union Minière du Haut-Katanga
Met de oprichting van UMHK was CSK niet langer direct betrokken bij mijnbouwactiviteiten. Het comité werd ook ontheven van het beheer van het grondgebied en richtte zich vooral op vermogensbeheer.
Émile Wangermée werd in 1906 benoemd tot vertegenwoordiger van CSK, feitelijk als gouverneur van Katanga. Later werd hij vertegenwoordiger in Kafubu en vervolgens gouverneur van Katanga van 1910 tot 1917.

## Staatsagentschap (1910-1960)
België nam de Onafhankelijke Congostaat in 1908 over. In 1910 werden de staatsbevoegdheden die aan CSK waren verleend, ingetrokken en werden de lokale bevoegdheden overgedragen aan de provinciale gouverneurs. Veel medewerkers en leiders van CSK sloten zich aan bij de koloniale dienst.

### Overdracht van bevoegdheden
Na de Eerste Wereldoorlog (1914–1918) bood CSK ondersteuning op het gebied van demografie, geologie, bosbouw, landbouw, kolonisatie, diergeneeskunde en experimentele landbouw. Vanaf 1933 bevorderde CSK alle activiteiten die verband hielden met de kolonisatie van Katanga, evenals landbouw, handel en mijnbouw.
CSK was de belangrijkste aandeelhouder van UMHK (1906), Compagnie Géologique et Minière des Ingénieurs et Industriels belges (GEOMINES, 1910) en de veehouderij Compagnie Pastorale du Lomani (1928).
CSK werd in juni 1960 ontbonden toen de Belgisch-Congo onafhankelijk werd. 